# Mare di notte
Mare di notte è un singolo del rapper italiano Clementino, pubblicato il 30 agosto 2019 come quinto estratto dal sesto album in studio Tarantelle.

## Video musicale
Il videoclip è stato pubblicato il 3 settembre 2019 attraverso il canale YouTube del rapper.